# うすやき
うすやき（うす焼き、薄焼き）は、山梨県全域および岩手県盛岡市の郷土料理。
山梨県においては、次世代へ伝えていく郷土料理として選定されたやまなしの食のひとつである。

## 概要

### 山梨県
山梨県における「うすやき」は、小麦粉を水で溶いてよく混ぜ、ちりめんじゃこ、千切りにした青じそ、塩を加えて生地とし、円形にして両面を焼き上げた料理である。具材や味付けは家庭ごとに異なり、さつまいも、煮豆、あんこなどを加えることもある。現代では、ソーセージやケチャップを加えるといったアレンジも見られる。
山梨県の粉物料理の一例であり、具材により味の変化を楽しむことができるほか、簡便に作ることができる点が特徴とされる。また、持ち運びがしやすいため、家庭での間食としてだけでなく、農作業の合間の軽食としても日常的に食されていた。山梨県内で採れた青じそなどの野菜や豆類を加えたもののほか、小麦粉だけで作ったものに砂糖や砂糖醤油をつけて食べるといった、さまざまな食べ方が存在する。第二次世界大戦による食糧難時には、米飯の代替として食されることもあり、小麦粉の代用としてふすまやとうもろこし粉が用いられる場合もあった。
山梨県は県土の約8割を森林が占めており、地形的な制約から稲作に適した土地の確保が困難であったため、米は貴重な食材とされてきた。米の代替として蕎麦、とうもろこし、さつまいも、雑穀などが主食として栽培され、中でも小麦の利用が盛んであり、同じ山梨県内の郷土料理であるほうとうに代表されるように、いわゆる粉食文化が発展し、長年にわたり県民の生活に根付いてきた。

### 岩手県

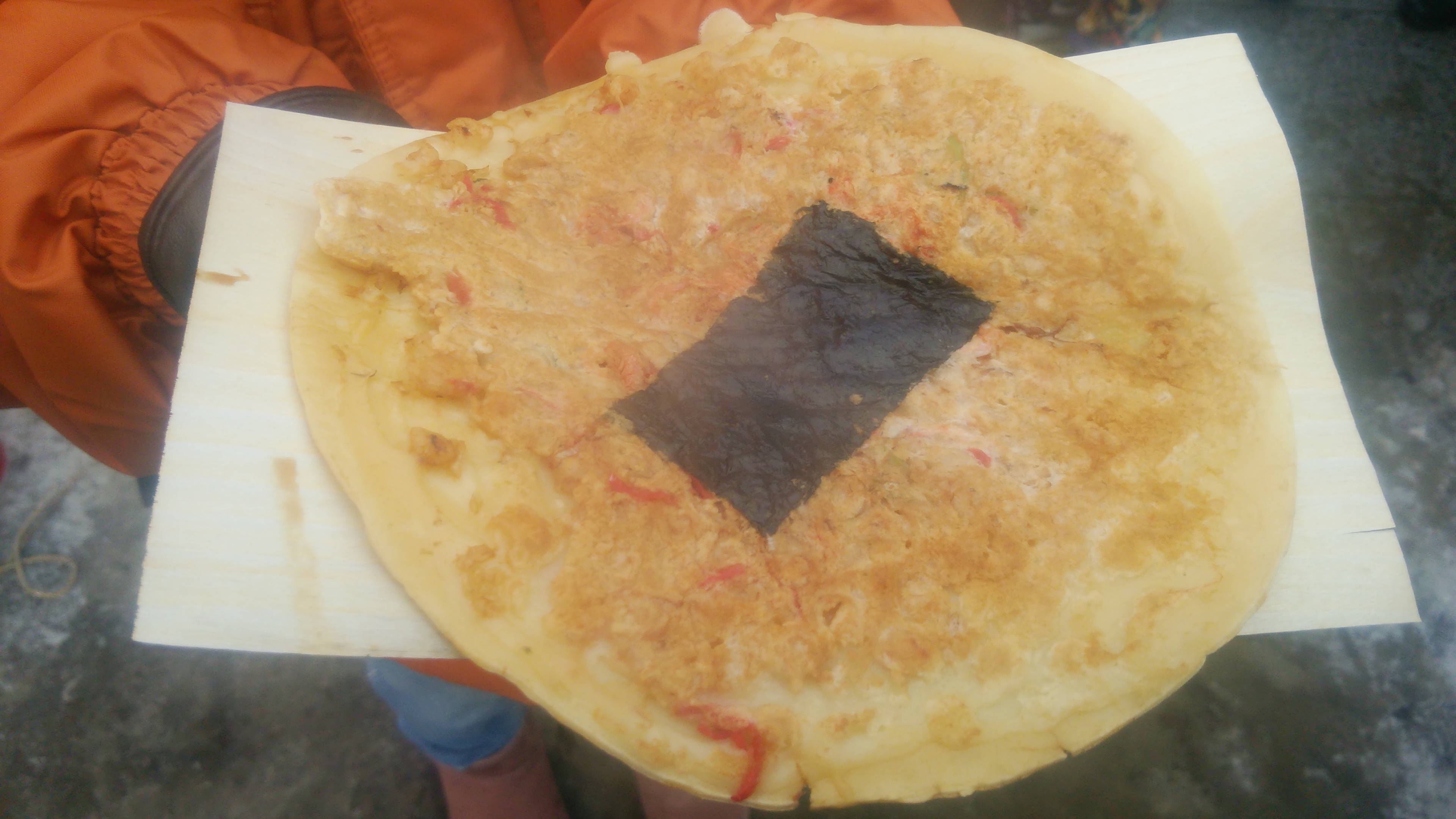
盛岡八幡宮境内で販売されたうす焼き（2015年1月）

岩手県における「うす焼き」は、小麦粉を水で溶いて生地とし、薄くのばして焼き上げた料理である。生地の上には、ねぎ、紅しょうが、桜えび、天かす、海苔などが乗せられ、表面には醤油が塗られる。
もちもちとした食感を有し、桜えびの風味や紅しょうがのアクセントが特徴とされる。盛岡市に所在する八幡宮の祭礼や初詣の際に屋台で販売されており、調理風景も含めて、祭りにおける風物詩のひとつとされている。
日常的に販売されている店舗は少なく、盛岡市内の限られた地域で親しまれているため、岩手県全体ではあまり広く知られていない。